# Hasora salanga
Hasora salanga, thường được biết đến với tên the Green Awl, là một loài bướm thuộc họ Bướm nhảy được tìm thấy ở India, parts of Đông Nam Á và Úc.

## Phân bố
The Green Awl is found in India in the Nicobar Islands and eastwards to Myanma (Dawnas to South Myanma), Thái Lan, Malay peninsula (Malacca), Sumatra và Borneo.